# Reece City, Alabama
Reece City là một thị trấn thuộc quận Etowah, tiểu bang Alabama, Hoa Kỳ. Dân số năm 2009 là 617 người, mật độ đạt 67 người/km².